# Clive A. Smith
Clive A. Smith est un producteur de cinéma canadien né en 1944. Il est connu pour avoir fondé Nelvana avec Michael Hirsh et Patrick Loubert. Au cours de sa carrière, il a remporté 2 Emmy Awards, 6 Gemini Awards, 1 Genie Awards et 1 World Animation Celebration.
Il est également le co-réalisateur de la web-série Les tactiques d'Emma avec Samir Abdessaied et Djiby Badiane.

## Filmmographie
- 1977 : Les Trois Mages du cosmos, réalisation
- 1983 : Rock & Rule, réalisation